# HD 156668 b
HD 156668 b és un planeta extrasolar i en concret una superterra, que orbita l'estrella HD 156668 que està a 78,5 anys llum de la constel·lació Hèrcules.
La massa mínima d'aquest planeta és de 4,15 vegades la massa de la Terra i en el moment de ser descobert era el segon planeta menys massiu descobert pel mètode de la velocitat radial.
El menys massiu és el planeta Gliese 581 e amb 1,94 vegades la massa de la Terra.